# 必品阁

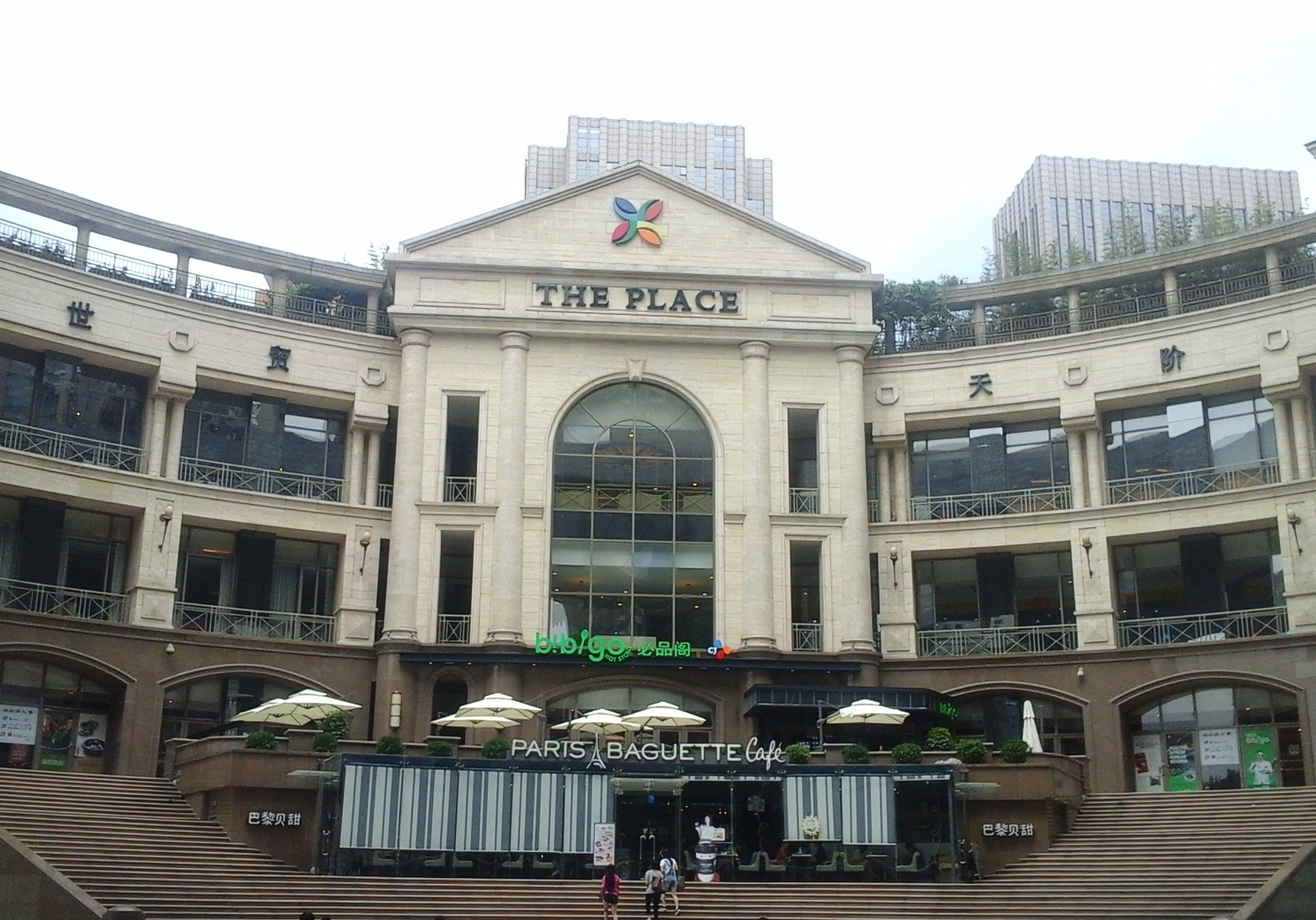
必品阁北京世贸天阶店

必品阁（韓語：비비고）是韩国CJ希杰集团旗下的一个国际性连锁餐饮品牌，在中国、美国、新加坡、英国、日本等多个国家拥有连锁店。必品阁的英文名称“Bibigo”是韩语“拌一拌”和英文“To go”（打包带走）拼合一起而成的。艺人PSY是必品阁的形象代言人。
必品阁倡导“新鲜、健康”的饮食文化。其餐饮理念是以韩国传统料理为基础，结合世界各地顾客的口味。2014年必品阁伦敦苏活区店成功入选世界餐饮行业历史悠久的权威鉴定机构米其林出版的《米其林指南》。
必品阁的拌饭很有特点，从米饭到酱料都可以由顾客自行选择。除了拌饭外，必品阁还提供诸如骨董面、韩式炸鸡、什锦火锅、参鸡汤、炒年糕、海鲜葱饼等传统韩国料理。